# سيلفستر تورنر
سيلفستر تورنر (بالإنجليزية: Sylvester Turner) هو محامي وسياسي أمريكي، ولد في 27 سبتمبر 1954 في هيوستن في الولايات المتحدة. حزبياً، نشط في الحزب الديمقراطي. وقد انتخب عضو مجلس نواب تكساس.

## وصلات خارجية
- الموقع الرسمي